# Lauratonema adriaticum
Lauratonema adriaticum är en rundmaskart som beskrevs av Gerlach 1953. Lauratonema adriaticum ingår i släktet Lauratonema och familjen Lauratonematidae. Inga underarter finns listade i Catalogue of Life.